# Emmanuel Rotoubam Mbaide
Emmanuel Rotoubam Mbaïdé est un comédien, scénariste et réalisateur tchadien né le 20 octobre 1980 à N'Djaména.

## Biographie

### Formation
En 2000, il obtient son baccalauréat du second degré au lycée technique industriel de N'Djaména, série E et poursuit ses études au Burkina Faso. De 2000 à 2005, diverses formations en théâtre et carrière internationale de comédien de théâtre en Afrique centrale, Afrique de l'Ouest, France-Théâtre du Vieux-Colombier. En 2007, il obtient son BTS en étude cinématographique - option création à l'Institut supérieur de l’image et du son / Studio École de Ouagadougou au Burkina Faso et en 2008 il décroche le diplôme d'ingéniorat en étude cinématographique – option réalisation à l'Institut supérieur de l’image et du son / Studio École de Ouagadougou au Burkina Faso.

### Cinéma
En 2006, il débute comme stagiaire en réalisation sur la série télévisée Petit sergent de Adama Roamba (Burkina-Faso) et dans la même année, il part en stage en réalisation de documentaire anthropologique à VIEW à Recanati en Italie sous la direction de Giorgio Cingolani portant sur la réalisation du film HOSPES (documentaire de 102 minutes sur la situation socio-religieuse des immigrés dans la région des Marches), Recanati (Italie) et en 2007, il poursuit son stage en réalisation à Artistes Productions, Ouagadougou, Burkina Faso.

## Filmographie

### Réalisateur
- 2007 : Le Show, court métrage de 13 minutes
- 2009 : Bipolium H12, court métrage de 13 minutes
- 2006 : Sous l’écorce, portrait documentaire de 13 minutes, produit par ISIS/SE
- 2014 : L’assassin de ma maîtresse, fiction de 75 minutes, coréalisée avec Boubakar Sangaré et produit par Collectif Pro
- 2017 : Et ça continue !, série de capsules télé de 3 minutes, produit par Onezik Production
- 2017 : Kouloum Dassaré !, documentaire de 26 minutes sur la carrière de granite au quartier Pissy
- 2020 : Massoud ![3], long métrage 100 minutes[4].

### Premier assistant réalisateur
- 2024 : Aubade à l'aube, court métrage de Cyril Danina, Tchad
- 2019 : Shuga Babi, série télé de MTV réalisée par Cédric Ido, Daouda Coulibaly et Siam Marley, Abidjan
- 2017 : La République des corrompus, long métrage de Salam Zampaligré avec Semfilms, Burkina Faso
- 2016 : Ibata, feuilleton de Mamadou Gnanou, Burkina Faso
- 2015 - 2016 : Djarabi, feuilleton d'Idrissa Ouédraogo, Burkina Faso
- 2011 : Le Foulard noir, long métrage de Boubakar Diallo
- 2010 : Contes en arc-en-ciel, scénariste et premier assistant réalisateur (série télévisée) de Bernard Yaméogo, Ouagadougou
- 2010 : Ina Saison 2, série télévisée de Valérie Kaboré, Ouagadougou
- 2009 : Ali le millionnaire de Inoussa Kaboré, Ouagadougou

### Deuxième assistant réalisateur
- 2019 : Lingui, les liens sacrés, long métrage de Mahamat Saleh Haroun, Tchad
- 2016 : Cessez-le-feu d'Emmanuel Courcol, France, Burkina Faso
- 2014 : Groland, programme télé de Canal+
- 2012 : Grigris, de Mahamat Saleh Haroun
- 2011 : Les Hommes de l'ombre, série télévisée de Frédéric Tellier (France2 TV) / Prod. Exécutive Burkina Faso - 2011.
- 2010 : Un homme qui crie, long métrage de Mahamat Saleh Haroun, fiction 35 mm, N'Djaména, Tchad
- 2010 : Qui sème le vent, long métrage de Fred Garson, Super 16 mm, Ouagadougou, ARTE/ France

## Distinctions
- Massoud ! Long métrage fiction de 100 minutes, compétition officielle catégorie perspective au Fespaco 2021. Grand prix du meilleur film fiction international au Festicab 2023, Mention spéciale du jury au ZIFF 2023[5]
- 2022 : Sélection officielle et Mention spéciale du jury au Zanzibar International Film Festival ZIFF (Zanzibar/Tanzanie)
- 2022 : Sélection officielle au festival de films africains de Khouribga au Maroc.
- 2022 : Sélection officielle au festival de films africains de Louxor en Égypte.
- 2022 : Sélection officielle et prix du meilleur film fiction international au Festicab du Burundi
- 2021 : Sélection officielle au Fespaco catégorie Perspectives.
- 2021 : Sélection officielle au Festival du film francophone de Tübingen (Allemagne)
- 2021 : Sélection officielle au Festival Ciné Droits libres (Côte d’Ivoire)
- 2021 : Sélection officielle au Festival Ciné Droits libres (Burkina Faso)
- 2021 : Sélection officielle au Festival Écrans Noirs (Cameroun)
- 2021 : Sélection officielle à Mashariki African Film festival (Rwanda)
- 2014 : Membre du jury au festival Ciné Droit Libre de Ouagadougou au Burkina Faso.
- 2012 : Membre du collectif des acteurs indépendants Be Nëëre For A Cause du Burkina Faso
- 2008 : Membre du jury du festival de cinéma africain de Vérone (Italie). Edition 2008. www.cinemafricano.it